# Zen 2
Zen 2 és una microarquitectura de processador d'ordinador d'AMD. És el successor de les microarquitectures Zen i Zen+ d'AMD i es fabrica al node MOSFET de 7 nm de TSMC. La microarquitectura alimenta la tercera generació de processadors Ryzen, conegut com Ryzen 3000 per als xips d'escriptori convencionals (nom en clau "Matisse"), Ryzen 4000U/H (nom en clau "Renoir") i Ryzen 5000U (nom en clau "Lucienne") per a aplicacions mòbils, com Threadripper 3000 per a sistemes d'escriptori de gamma alta, i com a Ryzen 4000G per a unitats de processament accelerat (APU). Les CPU de la sèrie Ryzen 3000 es van llançar el 7 de juliol de 2019, mentre que les CPU del servidor Epyc basades en Zen 2 (nom en clau "Roma") es van llançar el 7 d'agost de 2019. Un xip addicional, el Ryzen 9 3950X, es va llançar el novembre de 2019.
Al CES 2019, AMD va mostrar una mostra d'enginyeria de tercera generació de Ryzen que contenia un xiplet amb vuit nuclis i 16 fils. La directora general d'AMD, Lisa Su, també va dir que esperava més de vuit nuclis a la línia final. A Computex 2019, AMD va revelar que els processadors Zen 2 "Matisse" tindrien fins a 12 nuclis, i unes setmanes més tard també es va revelar un processador de 16 nuclis a l'E3 2019, essent l'esmentat Ryzen 9 3950X.
Zen 2 inclou mitigacions de maquinari a la vulnerabilitat de seguretat Spectre. Les CPU del servidor EPYC basades en Zen 2 utilitzen un disseny en el qual múltiples CPU mors (fins a vuit en total) fabricades en un 7 El procés nm (" chips ") es combinen amb una matriu d'E/S de 14 nm (a diferència del IOD de 12 nm a les variants de Matisse) a cada paquet de mòdul multixip (MCM). Amb això, s'admeten fins a 64 nuclis físics i 128 fils de càlcul totals (amb multiprocés simultani) per sòcol. Aquesta arquitectura és gairebé idèntica a la disposició del processador insígnia "pro-consumidor" Threadripper 3990X. Zen 2 ofereix aproximadament un 15% més d'instruccions per rellotge que Zen i Zen+, les microarquitectures de 14 i 12 nm utilitzades a Ryzen de primera i segona generació, respectivament.

Il·lustració simplificada de la microarquitectura Zen 2

## Disseny
Zen 2 és una desviació significativa del paradigma de disseny físic de les arquitectures Zen anteriors d'AMD, Zen i Zen+. Zen 2 passa a un disseny de mòdul multixip on els components d'E/S de la CPU es disposen per si mateixos, matriu separat, que també s'anomena chiplet en aquest context. Aquesta separació té avantatges en escalabilitat i fabricabilitat. Com que les interfícies físiques no s'escalen molt bé amb les reduccions de la tecnologia de procés, la seva separació en una matriu diferent permet que aquests components es fabriquin mitjançant un node de procés més gran i més madur que el de la CPU. Les matrius de la CPU (anomenades per AMD com a core complex dies o CCD), ara més compactes a causa del moviment dels components d'E/S a una altra matriu, es poden fabricar mitjançant un procés més petit amb menys defectes de fabricació del que mostraria una matriu més gran (ja que les possibilitats que una matriu tingui un defecte augmenten amb la mida del dispositiu (matriu) alhora que permeten més matrius per hòstia. A més, la matriu d'E/S central pot donar servei a múltiples chiplets, cosa que facilita la construcció de processadors amb un gran nombre de nuclis.
Amb Zen 2, cada chiplet de CPU allotja 8 nuclis de CPU, disposats en 2 core complexes (CCX), cadascun dels 4 nuclis de CPU. Aquests chiplets es fabriquen utilitzant el node MOSFET de 7 nanòmetres de TSMC i tenen entre 74 i 80 mm2 de mida. El chiplet té uns 3.800 milions de transistors, mentre que els daus de 12 nm I/O (IOD) són ~125 mm2 i tenen 2.090 milions de transistors. La quantitat de memòria cau L3 s'ha duplicat fins a 32 MB, amb cada CCX del chiplet que ara té accés a 16 MB de L3 en comparació amb els 8 MB de Zen i Zen+. El rendiment d'AVX2 es millora molt gràcies a un augment de l'amplada de la unitat d'execució de 128 bits a 256 bits. Hi ha múltiples variants de la matriu d'E/S: una fabricada amb un procés de 14 nanòmetres de GlobalFoundries i una altra fabricada amb el procés de 12 nanòmetres de la mateixa empresa. Els matrius de 14 nanòmetres tenen més característiques i s'utilitzen per als processadors EPYC Rome, mentre que els de 12nm s'utilitzen per als processadors de consum. Tots dos processos tenen mides de característiques similars, de manera que la seva densitat de transistors també és similar.

### Noves característiques
- Algunes extensions de conjunt d'instruccions noves: WBNOINVD, CLWB, RDPID, RDPRU, MCOMMIT. Cada instrucció utilitza el seu propi bit CPUID.
- Mitigacions de maquinari contra la vulnerabilitat de derivació especulativa de la botiga Spectre V4.
- Optimització de reflex de memòria amb latència zero (no documentada).
- Doblament de l'amplada de les unitats d'execució i unitats d'emmagatzematge de càrrega (de 128 bits a 256 bits) al coprocessador de coma flotant i millores importants del rendiment a la unitat d'execució de multiplicació. Això permet a la FPU realitzar càlculs AVX2 d'un sol cicle.